# BV Kevelaer
Der BV Kevelaer (offiziell: Ballspielverein Kevelaer 1920 e.V.) war ein Sportverein aus Kevelaer im Kreis Kleve. Die erste Fußballmannschaft spielte in der höchsten niederrheinischen Amateurliga.

## Geschichte
Der Verein wurde im Jahre 1920 gegründet. Nach dem Ende des Zweiten Weltkrieges wurde die Mannschaft erster Nachkriegsmeister im Kreis Geldern. Bei der anschließenden Bezirksmeisterschaft vom Linken Niederrhein und setzte sich zunächst mit 4:2 gegen den SV Grefrath durch und erreichten die zweiten Runde, wo die Kevalaerer gegen Preussen Krefeld deutlich mit 0:9 verloren. Die Mannschaft wurde in die neu geschaffene Bezirksklasse aufgenommen, aus der sie prompt absteigen musste. Im Jahre 1952 schaffte die Mannschaft den Aufstieg in die Bezirksklasse. Zwei Jahre später ging es wieder runter in die Kreisklasse, wo in der Saison 1954/55 der direkte Wiederaufstieg gelang. 
Die Saison 1955/56 schloss der BV Kevalaer zwar als Tabellenletzter ab. Wegen der Einführung der Verbandsliga Niederrhein wurde der Abstieg aus der Bezirksklasse ausgesetzt. Der Abstieg wurde dadurch nur aufgeschoben. Bereits in der folgenden Saison 1956/57 wurde die Mannschaft erneut Tabellenletzter und musste dieses Mal in die Kreisklasse zurück. In der Saison 1964/65 wurde der BV Kevalaer zwar Meister der Staffel Süd in der Kreisliga Kleve/Geldern. Aus unbekannten Gründen stieg nur der Meister der Nordstaffel SV Donsbrüggen in die Bezirksklasse auf. Der Verein kam anschließend nicht mehr über untere Spielklassen hinaus.

## Nachfolgeverein Kevelaerer SV
Im Jahre 1970 fusionierte der BV Kevelaer mit dem im Jahre 1890 gegründeten TuS Kevelaer zum Kevelaerer SV. Der KSV erreichte 1981 das Finale des Niederrheinpokals gegen den Wuppertaler SV und verlor im Stadion am Zoo mit 0:1. Im Jahre 1992 stieg der Kevalaerer SV in die Landesliga auf. Drei Jahre später folgte der Abstieg in die Bezirksliga. Der Wiederaufstieg gelang im Jahre 1997, dem allerdings der direkte Wiederabstieg folgte. Es folgten mehrere Jahre in der Bezirksliga, ehe der KSV im Jahre 2014 nach zwei Abstiegen in Folge in der Kreisliga B ankam. Es folgten zwei Aufstiege in Folge, und der Kevelaerer SV erreichte 2019 wieder die Bezirksliga. Nach dem direkten Wiederabstieg gelang 2022 der erneute Aufstieg in die Bezirksliga.
Die Heimspiele werden auf der Sportanlage bei Scholten ausgetragen, die 1000 Zuschauern Platz bietet. Es wird auf Kunstrasen gespielt. Die spätere Bundestrainerin Tina Theune war als Turnerin und Leichtathletin beim Kevelaer SV aktiv. Ralf Hoppe wurde Zweitligaspieler. Kathrin van Bühren belegte bei den Deutschen Leichtathletik-Meisterschaften 2004 den fünften Platz im Weitsprung.